# 上高丸
上高丸（かみたかまる）は、兵庫県神戸市垂水区の町名。郵便番号は655-0017。

## 地理
垂水区南部の西垂水地区（旧西垂水村）に位置する。東は千鳥が丘、北は星陵台、南は旭が丘、西は星陵台に接する。

## 交通

### バス
- 山陽バス

## 施設

### 教育機関
- 神戸市立垂水中学校
- 神戸市立千代が丘小学校
- 神戸朝鮮高級学校

### 病院
- 神戸徳洲会病院

### 郵便局
- 神戸上高丸郵便局